# Heterocephalum aurantiacum
Heterocephalum aurantiacum är en svampart som beskrevs av Thaxt. 1903. Heterocephalum aurantiacum ingår i släktet Heterocephalum, divisionen sporsäcksvampar och riket svampar.   Inga underarter finns listade i Catalogue of Life.